# 126. вечити дерби у фудбалу
126. вечити дерби у фудбалу је фудбалска утакмица одиграна у Београду 1. априла 2006. године, између Црвене звезде и Партизана. Утакмица се завршила резултатом 0 : 0.